# حي عين النجم
عين النجم حي في المبرز في المنطقة الشرقية في المملكة العربية السعودية.

## الموقع
يقع حي عين نجم في مدينة المبرز بمحافظة الأحساء جنوب شارع خالد بن الوليد وشمال طريق الملك فهد، كما يقع حي الصهيد في الناحية الجنوبية منه. يبعد الحي عن العاصمة الرياض 321كم.

## المرافق
متنزة عين النجم، وأسواق القرية الشعبية، وجامع محمد علي المحسن، ومسجد عائشة السعدون، ومحطة نفط للمحروقات، ومسجد منيرة أحمد البوعلي، وشركة سلامة للتأمين التعاوني، والإدارة العامة لشركة الكفاح للخرسانة الجاهزة والطابوق، وفندق ضيافة القرية، وحديقة عين نجم.